# Sagittocythere stygia
Sagittocythere stygia är en kräftdjursart som beskrevs av C. W. Hart och D. G. Hart 1966. Sagittocythere stygia ingår i släktet Sagittocythere och familjen Entocytheridae. Inga underarter finns listade i Catalogue of Life.